# Гранде, Ариана
Ариа́на Гра́нде-Буте́ра (англ. Ariana Grande-Butera; род. 26 июня 1993, Бока-Ратон, Флорида) — американская певица, актриса, автор песен, музыкальный продюсер и обладательница премии «Грэмми».
Профессиональную карьеру в шоу-бизнесе Ариана Гранде начала в 2008 году в бродвейском мюзикле «13». В 2009 году она получила роль Кэт Валентайн в телевизионном сериале «Виктория-победительница» на канале Nickelodeon, потом продолжила играть её же в телесериале «Сэм и Кэт», выходившем в 2013—2014 годах. Ариана также принимала участие в записи саундтреков и озвучивании мультфильмов (в частности, мультсериала «Клуб Винкс»). В 2015 году она вернулась на телеэкраны с эпизодической ролью Сони Херфман в сериале «Королевы крика».
Музыкальная карьера Арианы началась в 2011 году с записи саундтрека к сериалу «Виктория-победительница». В том же году она заключила контракт со звукозаписывающей компанией Republic Records. В 2013 году у неё вышел дебютный альбом Yours Truly, дебютировавший на первом месте в американском чарте Billboard 200. Песня «The Way» с этого альбома занимала уверенные позиции в первой десятке чарта Billboard Hot 100 и была положительно встречена музыкальными критиками.
Следующий альбом Арианы Гранде, My Everything (2014), также дебютировал на первой позиции в американском чарте. Альбом имел мировой успех благодаря хитам «Problem», «Break Free», «Bang Bang» и «Love Me Harder». C несколькими песнями с него певица 34 недели непрерывно находилась в первой десятке американского чарта Billboard Hot 100. В 2015 году она отправилась в мировой тур в поддержку этого альбома, озаглавленный The Honeymoon Tour.
В 2016 году Ариана выпустила альбом Dangerous Woman (2016, 2-е место в США), клип на сингл «Side To Side» с данного альбома имеет более миллиарда просмотров на YouTube. В следующем году певица отправилась в мировое турне Dangerous Woman Tour. 22 мая 2017 года на концерте Арианы в Манчестере произошёл теракт. Гранде приостановила тур и устроила благотворительный концерт, чтобы собрать деньги для пострадавших в теракте.
Следующий альбом — Sweetener — вышел в 2018 году и занял 1-е место в США. Альбом был признан Американской академией звукозаписи лучшим поп-альбомом 2018 года. Через несколько месяцев после релиза альбома Sweetener Ариана Гранде выпустила альбом Thank U, Next (2019), который так же занял первую строчку американского чарта Billboard 200. Альбом повторил рекорд группы The Beatles: три сингла из Thank U, Next («7 Rings», «Break Up With Your Girlfriend, I’m Bored» и «Thank U, Next») заняли первые три позиции чарта Billboard Hot 100 одновременно. Песни Арианы Гранде часто бьют рекорды на стриминг-сервисе Spotify. 18 марта 2019 певица отправилась в мировое турне Sweetener World Tour в поддержку альбомов Sweetener и Thank U Next.

## Карьера

### 1993—2008: Ранние годы

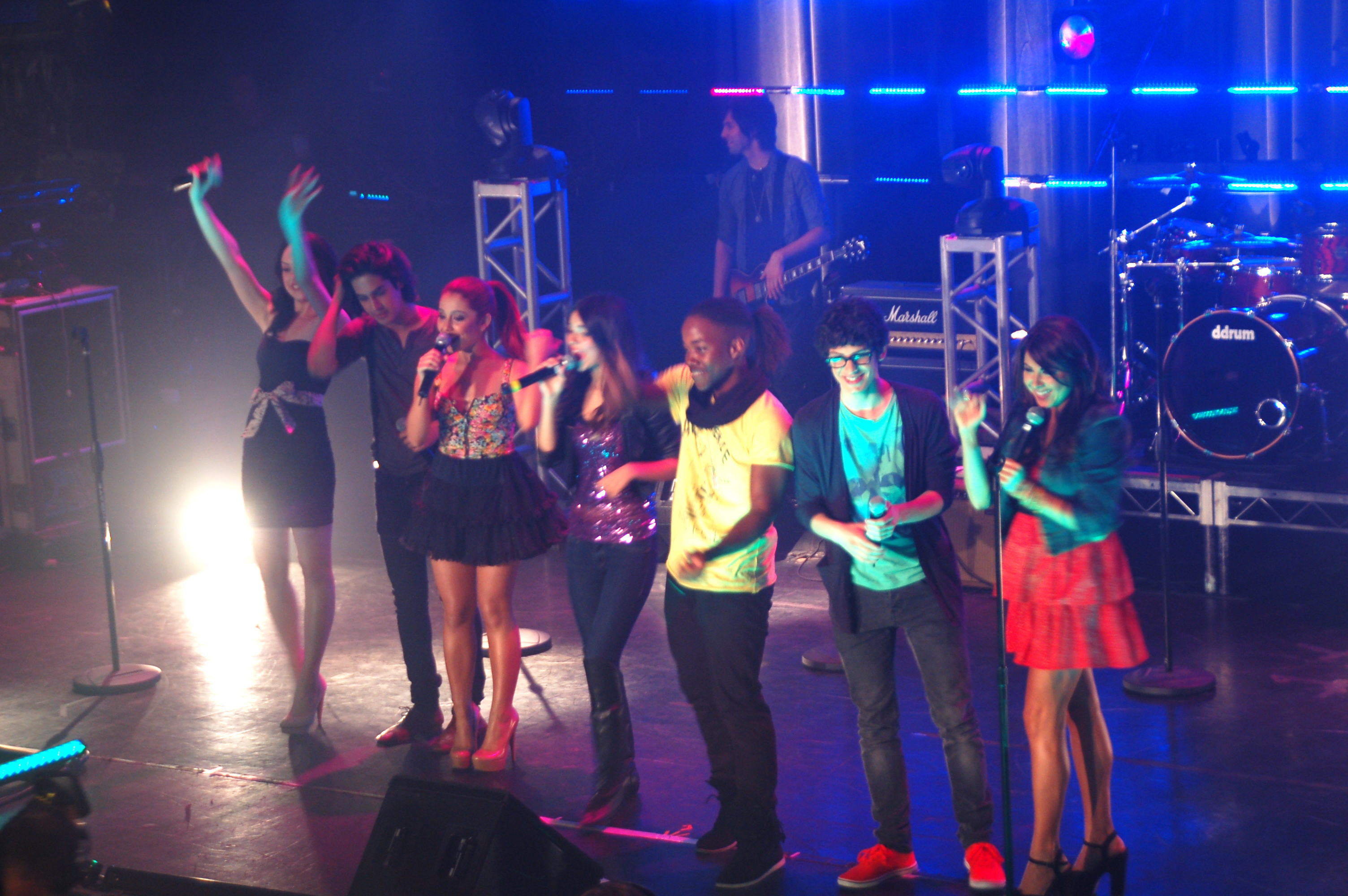
Гранде выступает с актёрским составом «Виктории-победительницы». 2011 год

Мать Гранде переехала из Нью-Йорка во Флориду, когда была беременна Арианой. Гранде родилась в городке Бока-Ратон (Флорида) в семье Джоан Гранде, которая работала главным исполнительным директором организации «Hose-McCann Communications» и Эдварда Бутера, который был владельцем фирмы графического дизайна. Её назвали в честь принцессы Орианы из мультсериала «Кот Феликс». У неё есть старший брат Фрэнки Гранде, который работает актёром, танцором и продюсером. Родители Арианы развелись, когда ей было 8—9 лет.
В детстве Ариана выступала в Форт-Лодердейле, где сыграла свою первую роль в мюзикле «Энни». Она также выступала в мюзиклах «Волшебник страны Оз» и «Красавица и Чудовище». В восемь лет она пела в караоке, а также в симфонических оркестрах. На телевидении она дебютировала, исполнив гимн США, когда ей было 8 лет.
В тринадцать лет Ариана начала всерьёз задумываться о начале музыкальной карьеры. В 14 лет она прилетела в Лос-Анджелес на встречу с менеджерами, сказав им: «Я хочу записать R&B-альбом». В ответ менеджеры удивились: «Это хорошая идея, но кто начнёт покупать R&B-альбом 14-летней девочки?!». В 2008 году Ариана получила роль чирлидера Шарлотты в бродвейском мюзикле «13». В начале карьеры Гранде покинула среднюю школу, но продолжала заниматься с репетиторами.

### 2009—2012: Начало карьеры

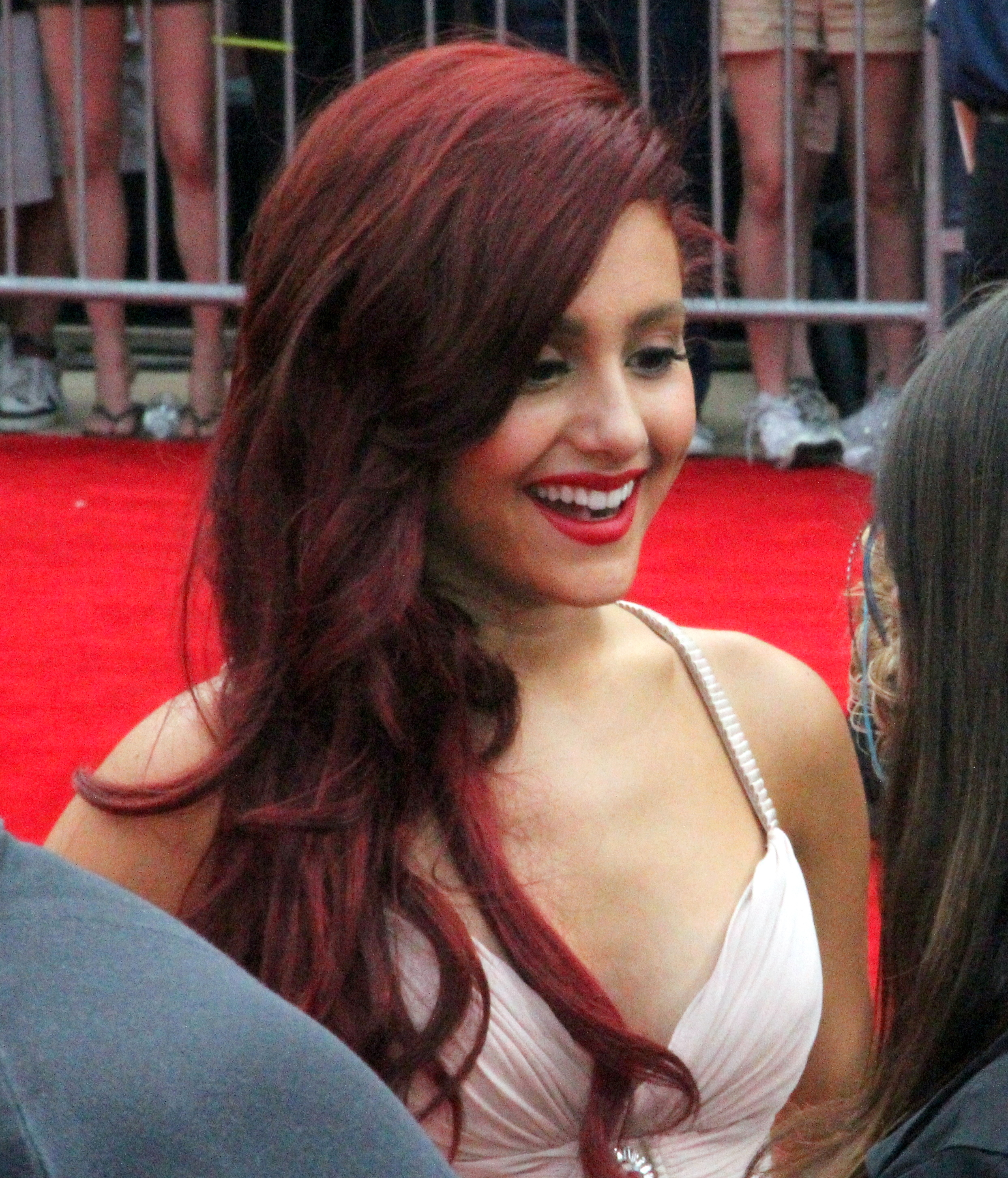
Ариана Гранде в июле 2011 года на красной дорожке фильма «Гарри Поттер и Дары Смерти. Часть 2»

В 2009 году Ариана прошла кастинг на канале Nickelodeon для нового проекта «Виктория-победительница» и получила роль Кэт Валентайн. Для роли Ариане приходилось периодически красить волосы в пурпурный цвет. По словам Дэна Шнайдера, не все персонажи должны были быть темноволосыми, и такой цвет выделит Кэт среди остальных. Съёмки начались в 2009 году, а премьера состоялась 27 марта 2010 года на Nickelodeon, собрав аудиторию в 5,7 миллионов человек. Участие в телесериале помогло Гранде приобрести статус кумира подростков, но она была больше заинтересована именно в музыкальной карьере: 
«Сниматься весело, но музыка всегда была и будет главной для меня».
 Её персонаж сравнивали с Бриттани Мерфи, а характер описан как «иногда взбалмошный», но в целом «очень сладкий». Премьера второго сезона состоялась 2 апреля 2011 года, собрав ещё большую аудиторию — 6,2 миллионов человек. Тем самым, данный рейтинг стал самым высоким для сериала. После того, как первый сезон был снят, Ариана в августе 2010 года принялась работать над дебютным студийным альбомом. Свои музыкальные начинания Гранде продемонстрировала в августе 2011 года, когда вышел сборник саундтреков Victorious: Music from the Hit TV Show. Во время съёмок Ариана исполняла каверы на песни Адель, Уитни Хьюстон, а позже выкладывала их на YouTube. 12 декабря 2011 года вышел дебютный сингл Арианы Гранде «Put Your Hearts Up», созданный по образцу песни «What's Up» американской рок-группы 4 Non Blondes (позднее Ариана назвала эту песню и клип на неё «худшим моментом в своей жизни»). В июне 2012 года вышел второй саундтрек Victorious 2.0: More Music from the Hit TV Show, где одна из песен была записана с её участием. Последний саундтрек Victorious 3.0 был выпущен в ноябре 2012 года, а в декабре Ариана выпустила сингл «Popular Song». Сериал «Виктория-победительница» не был продлён на четвёртый сезон и был официально закрыт.

### 2013:Yours Truly

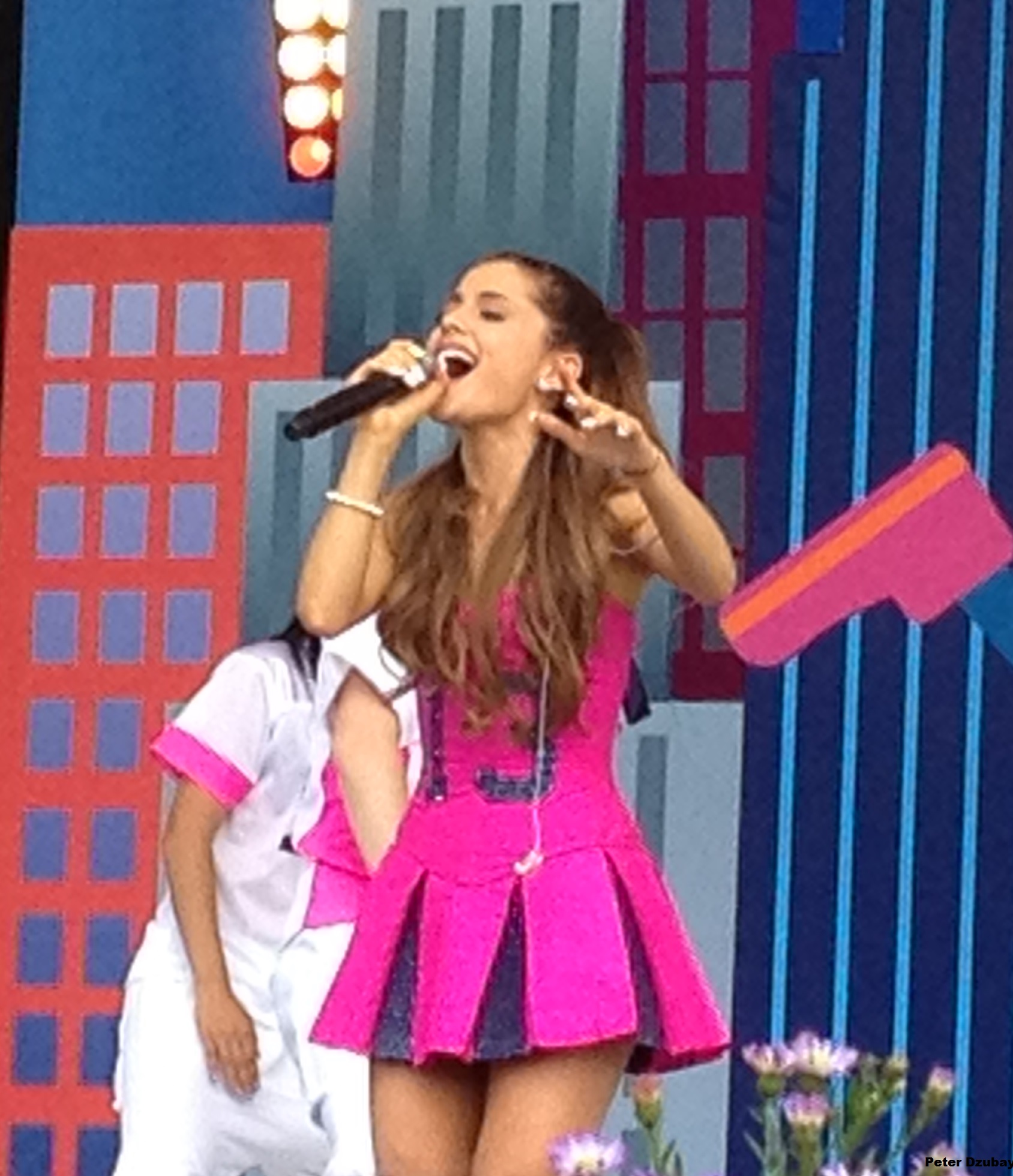
Ариана Гранде в 2013 году

Ариана записывала свой дебютный альбом на протяжении трёх лет — с августа 2010 по июнь 2013 года. Первоначальным названием было Daydreamin. Релиз пластинки состоялся 30 августа 2013 года. Количество проданных копий за первую неделю составило 138 000 штук. В сентябре альбом достиг первого места в альбомном чарте Billboard 200, и это сделало Ариану второй артисткой после Кеши, чей дебютный альбом занял первую позицию в этом чарте. Также пластинка заняла места в первой десятке в ряде других стран: шестое в Австралии, седьмое в Великобритании, шестое в Ирландии и пятое в Нидерландах. Yours Truly занял седьмую позицию в новозеландском чарте «топ-40» среди альбомов.
Лид-сингл «The Way», записанный совместно с Маком Миллером начал своё восхождение с позиции № 10 в апреле 2013 года и позднее достиг 9-й позиции. пробыв 26 недель в чарте Billboard Hot 100. Ссылаясь на дату выхода пластинки, Billboard внёс Ариану в список «Самых горячих прорывов» 2013 года под четвёртым номером. Второй сингл «Baby I» дебютировал под № 21 в Billboard Hot 100, тем самым сделав эту песню второй, вошедшей в топ-40. Песня попала на шестое место в Hot Digital Songs в США. Ариана стала единственной певицей в 2013 году, чьи две песни находились в первой десятке данного чарта. Третий сингл «Right There», записанный с Big Sean, дебютировал на 84 месте Billboard Hot 100.
В 2013 году Ариана приняла участие в фильме «Мошенничество», где её партнёршей была Дженнет Маккарди. Премьера состоялась в августе на канале Nickelodeon. Позже Гранде присоединилась к Джастину Биберу на трёх концертах в рамках тура Believe Tour, а позже начала свой собственный — The Listening Sessions. В ноябре на премии American Music Awards Ариана выиграла номинацию «Артист года». В декабре был выпущен рождественский сборник Christmas Kisses.

### 2014—2015:My Everything
В январе 2014 года Ариана приступила к записи второго студийного альбома вместе с композитором Райаном Теддером, а также с продюсерами Бенни Бланко и Максом Мартином. В том же месяце она выиграла премию People Choice Awards в номинации «Любимая восходящая звезда». В марте Ариана выступила в Белом доме перед президентом и его женой. В следующем месяце Барак Обама и Мишель пригласили её выступить в Белом доме ещё раз, но уже на «Катании яиц» вместе с Биг Шоном. 24 марта должна была быть выпущена песня «Don’t Be Gone Too Long» совместно с Крисом Брауном, но была отложена из-за проблем с законом со стороны Криса. Гранде получила награду в номинации «Прорыв года» от Музыкальной бизнес-ассоциации, признавая её достижения за весь 2013 год, в том числе её альбом на вершине Billboard 200 и её синглы, входящие в топ-10 Hot 100.
Ариана выпустила свой второй альбом My Everything 25 августа 2014 года. Журнал Rolling Stone описал его как «рост 21-летней старлетки с Никелодеона». Число продаж за первую неделю составило более 169 000 копий, что сделало его номером один в Billboard 200. Альбом стал вторым в карьере Арианы, покорившим вершину данного чарта в США. Лид-сингл «Problem», записанный с Игги Азалией, стал первой песней Гранде, занявшей первые места в чартах Великобритании. Второй сингл «Break Free», спродюсированный Зеддом, достиг вершины в танцевальном чарте. Ариана сотрудничала с Джесси Джей и Ники Минаж для их совместного трека «Bang Bang». Песня достигла третьего места в США.
В начале 2015 года Ариана начала мировое турне The Honeymoon World Tour в поддержку альбома My Everything. Ссылаясь на успешность тура, организаторы увеличили срок выступлений до 15 октября. За первые 25 концертов Ариана заработала свыше 14 миллионов долларов, было продано 290 699 билетов. В апреле Гранде приняла участие в съёмках нового телесериала «Королевы крика», премьера которого состоялась осенью 2015 года, вместе с Лией Мишель, Эммой Робертс и Ником Джонасом. Ариана поддерживает ЛГБТ-сообщества и благотворительный фонд The Happy Hippie Foundation американской певицы Майли Сайрус, который помогает бездомным и людям негетеросексуальной ориентации. Также Ариана принимала участие в проекте The Backyard Sessions, где спела дуэтом с Майли.
15 февраля 2015 года был выпущен видеоклип «One Last Time», где так же снялся друг и коллега Арианы по сериалу «Виктория-победительница» Мэтт Беннет, а 30 октября выпущен видеоклип «Focus», набравший 713 миллионов просмотров.
5 августа стало известно название лид-сингла с грядущего альбома — «Focus». Ариана приняла участие в записи сборника We Love Disney, в который вошли самые известные саундтреки из популярных мультфильмов телеканала «Дисней». 30 октября состоялся официальный релиз сингла «Focus» и видеоклипа на него. Billboard сообщил, что новый альбом певицы должен выйти в 2016 году.

### 2016—2017:Dangerous Woman
Изначально певица планировала назвать свой альбом Moonlight, но в конце февраля Гранде сообщила, что новый альбом будет называться Dangerous Woman, а выход дебютного сингла планируется в течение следующего месяца. В марте 2016 года сингл «Dangerous Woman» дебютировал в десятке лучших хитов американского хит-парада Billboard Hot 100 — Гранде стала первым в 57-летней истории чарта исполнителем, чьи лид-синглы с первых трёх альбомов подряд сразу же входили в Top-10 в США.
6 мая вышел второй сингл с альбома — «Into You», дебютировав в США на позиции № 83 в чарте Billboard Hot 100.
Dangerous Woman вышел 20 мая 2016 года. В записи альбома участвовали Ники Минаж, Лил Уэйн, Фьючер и др. Также в мае Ариана поделилась первыми подробностями тура Dangerous Woman Tour, начало которого было запланировано на 2016 год. В июле Гранде была утверждена на роль Пенни в мюзикле «Лак для волос» (англ. Hairspay Live!), премьера которого должна была состояться в декабре. 28 августа выступила на ежегодной музыкальной премии MTV Video Music Awards, где представила третий сингл со своего нового альбома — композицию «Side to Side», записанную с Ники Минаж.
9 сентября на сайте dangerouswoman.com были опубликованы даты североамериканской части Dangerous Woman Tour, который стартовал в феврале 2017 года.
10 января 2017 года вышел последний сингл «Everyday», записанный совместно с рэпером Фьючером.

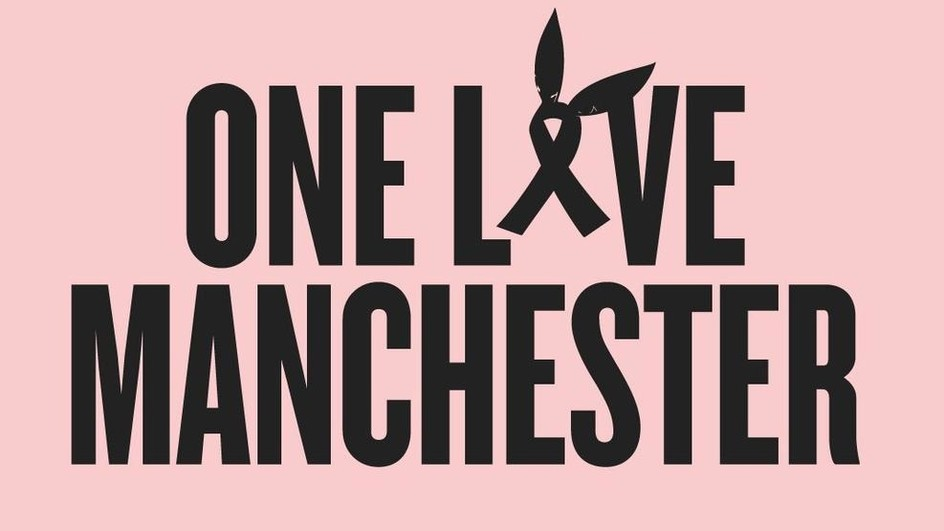
Логотип благотворительного концерта «One Love Manchester»

Гранде записала заглавный трек из саундтрека к ремейку 2017 года анимационного фильма Disney 1991 года «Красавица и Чудовище». Запись была выпущена дуэтом с американским певцом Джоном Леджендом в феврале 2017 года.
22 мая 2017 года на «Манчестер Арене» в конце концерта Арианы в рамках тура Dangerous Woman Tour прогремел взрыв, в результате которого погибло 23 человека и 122 получили ранения. Ответственность за теракт взяло на себя ИГ. Гранде прервала мировое турне на неопределённый срок. Чуть позднее было объявлено, что в Манчестере будет дан благотворительный концерт, целью которого стал сбор средств для пострадавших и их семей. 3 июня певица посетила раненых в больнице, а 4 июня был проведён концерт «One Love Manchester». В концерте приняли участие многие известные исполнители: Кэти Перри, Джастин Бибер, Майли Сайрус, Имоджен Хип, The Black Eyed Peas, Coldplay и другие. Концерт транслировался каналом BBC One. В результате было собрано более 9 млн долларов, которые были отправлены семьям погибших и пострадавших. 12 июля 2017 года Гранде получила звание почётного гражданина города Манчестер.

### 2018—2019:SweetenerиThank U, Next

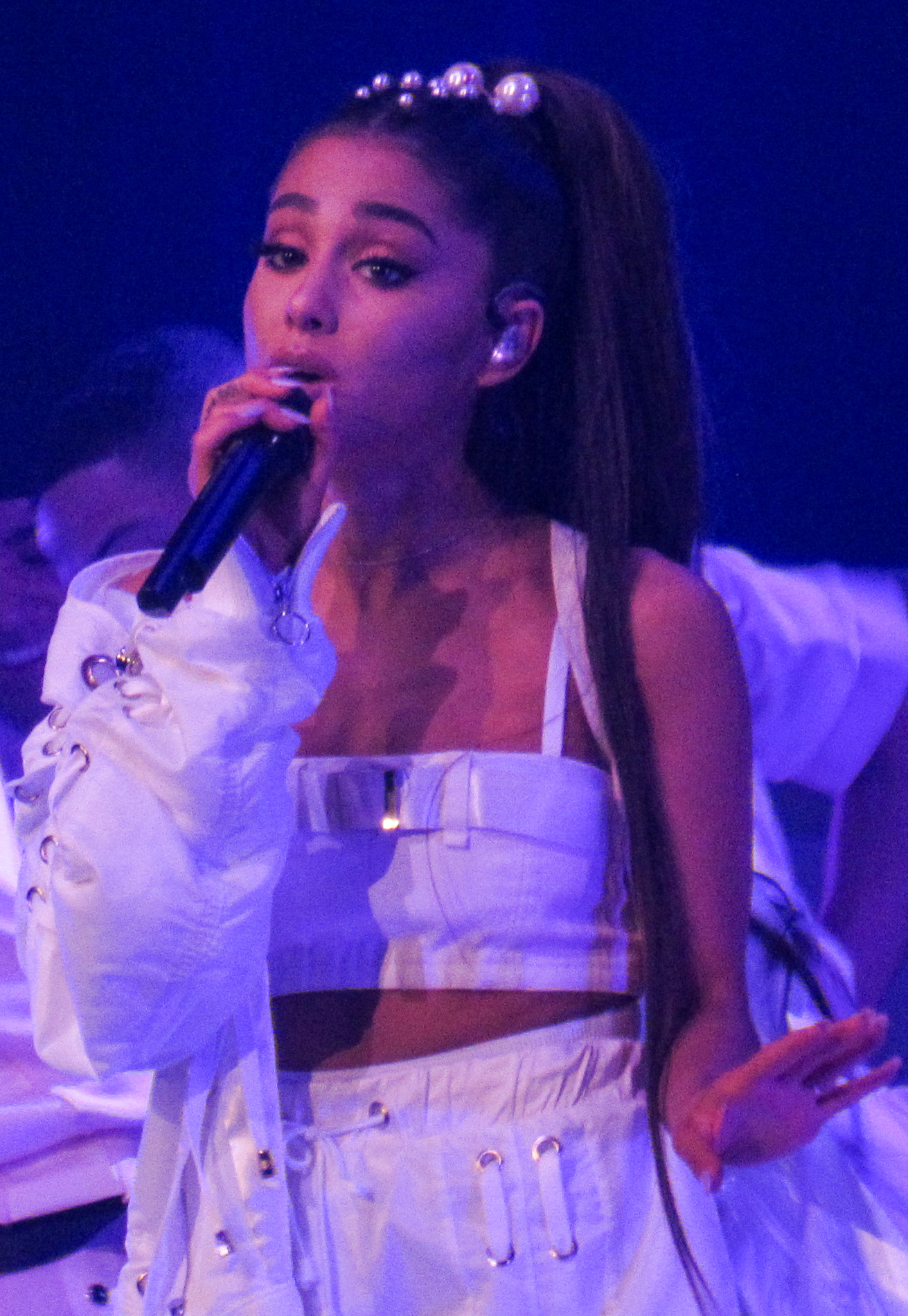
Гранде во время тура Dangerous Woman Tour в 2017 году

Гранде начала работать над своим четвёртым студийным альбомом Sweetener в 2016 году. Одним из продюсеров альбома выступил Фаррелл Уильямс. Лид-синглом Sweetener стала песня «No Tears Left To Cry», выпущенная в апреле 2018 года. Сингл дебютировал с третьей строчки чарта Billboard Hot 100, сделав Гранде единственным на тот момент артистом, все лид-синглы которого в первую неделю попали в топ-10 данного чарта. Также до релиза альбома были выпущены промосингл «The Light Is Coming», записанный совместно с певицей Ники Минаж, и сингл «God Is A Woman».
17 августа 2018 года вышел четвёртый студийный альбом Гранде Sweetener, который дебютировал с первой строчки в чарте Billboard 200. Такой же результат имеют и две другие пластинки певицы: Yours Truly (2013) и My Everything (2014). Альбом получил положительную оценку критиков. Sweetener принес Гранде её первую статуэтку Грэмми за победу в номинации Лучший поп-альбом в 2019 году. В поддержку альбома Гранде дала несколько концертов «Sweetener Sessions» в Нью-Йорке, Чикаго, Лос-Анджелесе и Лондоне. Песня «Breathin» была назначена третьим синглом, так как стала успешной на радио и стриминговых сервисах. Помимо продвижения нового альбома, в 2018 году Гранде выпустила несколько песен в сотрудничестве с Ники Минаж и с Тройем Сиваном. В конце октября 2018 года Ариана в своём инстаграме объявила даты Sweetener World Tour. Также в октябре певица участвовала в концерте, посвящённому пятнадцатилетию постановки мюзикла «Злая» на Бродвее, и приняла участие в концерте для телевидения, где исполняла свои песни с оркестром, состоявшем исключительно из женщин.
В ноябре 2018 года Гранде выпустила сингл «Thank U, Next», и анонсировала выход одноимённого альбома. Песня возглавила чарт Billboard Hot 100, став первым синглом певицы, стартовавшем с первой позиции чарта. «Thank U, Next» стала пятикратно платиновой в США, а клип на песню стал самым просматриваемым видео на YouTube за сутки и набрал 100 миллионов просмотров за 81 час, что стало рекордом среди клипов музыкантов. На стриминговом сервисе Spotify «Thank U, Next» за 24 часа прослушали 9,6 миллионов раз, песня была самой прослушиваемой среди песен певиц, пока не была смещена вторым синглом с альбома Thank U, Next «7 Rings» (который за сутки был прослушен 15 миллионов раз). Также в ноябре 2018 года журнал Billboard признал Гранде женщиной года. 6 декабря 2018 года Ариане вручила награду Лабелль Патти. Также в ноябре в сотрудничестве с YouTube Гранде выпустила 4-х серийный документальный проект «Ariana Grande: Dangerous Woman Diaries» (пер. «Ариана Гранде: дневники опасной женщины»), в котором рассказывается о создании тура Dangerous Woman Tour, включая профессиональную запись выступлений, о концерте One Love Manchester и о работе над альбомом Sweetener
Второй сингл из альбома Гранде Thank U, Next «7 Rings» вышел 18 января 2019 года и дебютировал с первой строчки чарта Billboard Hot 100, став вторым синглом певицы подряд (и в целом) с таким результатом. Это сделало Гранде третьей певицей (после Мэрайи Кэри и Бритни Спирс) и пятым исполнителем (после Джастина Бибера и Дрейка) с двумя синглами на первом месте Billboard Hot 100. Песня провела на вершине чарта 8 недель и стала самой успешной композицией Гранде в Billboard Hot 100, а также самым продаваемым её синглом в мире (13,3 миллиона продаж). Релиз пятого студийного альбома Арианы Гранде Thank U, Next состоялся 8 февраля 2019 года, через полгода после выхода её предыдущего альбома Sweetener. Альбом дебютировал с первой строчки чарта Billboard 200 и получил признание критиков. За короткое время альбом побил стриминговые рекорды как поп-альбом и как женский альбом в США.
Третьим синглом Thank U, Next стала песня «Break Up With Your Girlfriend, I’m Bored», она дебютировала со второй строчки чарта Billboard Hot 100. Таким образом, Гранде «оккупировала» вершину чарта, три сингла певицы заняли верхние строчки Billboard одновременно: «7 Rings» расположился на первом месте, на втором «Break Up With Your Girlfriend, I’m Bored» и «Thank U, Next» на третьем. Ариана Гранде повторила рекорд The Beatles (в 1964 году сразу 5 песен группы заняли верхние строчки чарта), и стала первым соло-исполнителем с таким результатом.
Гранде отправилась в свой третий мировой тур Sweetener World Tour в поддержку альбомов Sweetener и Thank U, Next 18 марта 2019 года. В апреле певица приняла участие в Коачелле. Певица стала самым юным хедлайнером этого музыкального фестиваля. Ариана представила публике несколько номеров из Sweetener World Tour, а также исполнила некоторые песни совместно с Ники Минаж, 'N Sync, Джастином Бибером, Diddy и Ma$e.
В июне 2019 Гранде сообщила, что стала одним из продюсеров саундтрека к фильму «Ангелы Чарли». В сентябре вышла песня «Don’t Call Me Angel», записанная совместно с Ланой Дель Рей и Майли Сайрус. Гранде победила в трех номинациях премии MTV Video Music Awards, в том числе в номинации Артист года.
22 декабря 2019 завершился Sweetener World Tour, а 23 декабря Гранде выпустила свой первый концертный альбом K Bye for Now, в который вошли записи песен с концертов, прошедших в рамках тура.
В конце 2019 года журнал Billboard назвал Гранде самой продуктивной певицей 2010-х, а журнал NME описал артистку как самого влиятельного музыканта декады. Также Гранде стала самой прослушиваемой певицей 2010-х на Spotify. Журнал Forbes причислил Гранде к самым высокооплачиваемым знаменитостям 2019 года, расположив её имя на 62-й строчке списка.
В январе 2020 Гранде приняла участие в эпизоде сериала «Шучу» с Джимом Керри в главной роли. Певица исполнила роль Пикколы Гранде, феи надежды. В том же месяце рэпер Джош Стоун, выступающий под псевдонимом DOT, обвинил Гранде в плагиате. По мнению музыканта, часть песни Гранде «7 Rings» скопирована с его композиции «You Need It, I Got It», написанной двумя годами ранее. В мае 2020 Ариана Гранде и канадский певец Джастин Бибер выпустили совместную композицию «Stuck With U», чистая прибыль с продаж которой была передана в благотворительный фонд First Responders Children’s Foundation в связи с пандемией COVID-19. «Stuck With U» дебютировала с первой строчки чарта Billboard Hot 100, став третьей песней Гранде с таким результатом. Также в мае певица приняла участие в записи песни Леди Гаги «Rain On Me», второго сингла с шестого альбома Гаги Chromatica. Песня заняла первую строчку чарта Billboard, став четвёртой композицией Гранде с таким результатом, таким образом певица побила рекорд по количеству песен, дебютировавших с первой строчки данного чарта. В марте 2021 года «Rain On Me» получила премию Гремми как лучшее вокальное исполнение дуэтом. Победа в данной премии стала для Гранде второй, а «Rain On Me» стала первым женским дуэтом, победившим в данной номинации.
В 2020 году Гранде заняла 17-е место в списке Celebrity 100 журнала Forbes, как одна из самых богатых знаменитостей 2019 года.

### 2020—2023:Positions
Шестой альбом Гранде, получивший название Positions, вышел 30 октября 2020 года, спустя неделю с выпуска одноимённого лид-сингла. Альбом дебютировал с первой строчки чарта Billboard 200, став пятым альбомом певицы с таким результатом. Сингл «Positions» дебютировал с первой строчки чарта Billboard Hot 100, сделав Гранде вторым артистом, после Дрейка, чьи три сингла («Stuck With U», «Rain On Me» и «Positions») заняли лидирующие позиции в данном чарте в течение одного календарного года.
Следующим синглом альбома Positions стала песня «34+35». В январе 2021 года Гранде выпустила ремикс данной песни, записанный совместно с репершами Doja Cat и Megan Thee Stallion. Ремикс вошёл в делюкс-версию Positions, выпущенную 19 февраля 2021 года.
В декабре 2020 Гранде выступила на Adult Swim Festival, где совместно с американским певцом Thundercat исполнила его песню «Them Changes», на которую несколько раз делала каверы ранее. А также совместно с Дженнифер Хадсон Гранде приняла участие в записи ремикса песни Мэрайи Кэри «Oh, Santa!». Запись выступления вошла в рождественский проект Кэри Mariah Carey’s Magical Christmas Special, вышедший на видео-сервисе Apple TV+ 4 декабря 2020 года.
Спустя год после окончания Sweetener World Tour Ариана совместно с Netflix выпустила фильм «Excuse Me, I Love You», в который вошли записи выступлений с тура Sweetener World Tour и видео, снятые за кулисами шоу.
В марте 2021 года стало известно, что Гранде станет новой судьёй 21-го сезона шоу The Voice. Также сообщается, что за сезон Ариана заработает от 20 до 25 миллионов долларов, что сделает её самой высокооплачиваемой судьёй за всю историю шоу.
В апреле Гранде записала песню «Met Him Last Night» совместно с Деми Ловато, а также приняла участие в записи ремикса «Save Your Tears» с The Weeknd, который был выпущен 23 апреля. Ремикс занял первое место в Billboard Hot 100, став шестым синглом номер один для обоих исполнителей. Они исполнили «Save Your Tears» на музыкальной премии iHeartRadio. В июне Гранде записала песню «I Don’t Do Drugs» с третьего студийного альбома Doja Cat Planet Her. Она выступит в Rift Tour на Fortnite: Battle Royale с 6 по 8 августа 2021 года.

### С 2024 года:Eternal Sunshineи «Злая»
17 января 2024 года Ариана Гранде объявила о выходе своего седьмого студийного альбома под названием Eternal Sunshine. Лид-сингл альбома, «Yes, And?», был представлен 12 января 2024 года и дебютировал на первом месте чарта Billboard Hot 100. 16 февраля был выпущен ремикс сингла при участии певицы Мэрайи Кэри. Альбом увидел свет 8 марта вместе с выходом второго сингла, «We Can’t Be Friends (Wait for Your Love)». Это был первый альбом Гранде за более чем три года, и он стал её дебютом в жанрах танцевальной и хаус-музыки. Пластинка получила всеобщее признание критиков, которые назвали Eternal Sunshine одним из самых зрелых и утончённых проектов в дискографии певицы. И альбом, и его второй сингл дебютировали на первых местах в чартах Billboard 200 и Billboard Hot 100 соответственно, обеспечив Ариане третью по величине продаж неделю в её карьере (227,000 единиц). Этот успех сделал Гранде женщиной с наибольшим количеством дебютов на первом месте в Billboard Hot 100 (7) и первой женщиной, чьи два альбома (после Thank U, Next) включавших несколько хитов, возглавивших главный сингловый чарт США. Кроме того, она впервые возглавила чарты — Hot 100 Songwriters и Hot 100 Producers, при чём одновременно. «We Can't Be Friends (Wait for Your Love)» провёл две недели на первом месте поп-радио и стал её десятым хитом, достигшим вершины. 6 мая 2024 года Ариана Гранде выступила на Met Gala. В июне в качестве третьего сингла с Eternal Sunshine была выпущена песня «The Boy Is Mine», вошедшая в топ-20 чарта Billboard Hot 100. Позднее в том же месяце вышел ремикс песни с участием Бренди и Моники. 22 августа 2024 года Гранде выпустила переиздание своего второго студийного альбома My Everything в честь десятилетия релиза. В марте и октябре неожиданно вышли два расширенных издания Eternal Sunshine, включающих ранее выпущенные ремиксы синглов, обновлённую версию трека «supernatural» при участии Троя Сивана и живые версии нескольких треков. 9 марта 2024 года Гранде выступила в качестве музыкального гостя на шоу Saturday Night Live и приняла участие в ремиксе песни «Sympathy Is a Knife», вошедшем в ремикс-альбом британской певицы Charli XCX. В подкасте Las Culturistas Гранде отметила, что, вероятно, сократит выпуск музыки, сосредоточив больше внимания на актёрской деятельности.
Гранде сыграла роль Галинды Апланд в двухсерийной киноадаптации бродвейского мюзикла «Злая», режиссёра Джона Чу. Певица была утверждена на роль в ноябре 2021 года, а её партнёршей по фильму стала Синтия Эриво. В титрах она указана под своим полным именем Ариана Гранде-Бутера. Первая часть «Злой» вышла в прокат 22 ноября 2024 года и стала коммерческим успехом, собрав более 640 миллионов долларов по всему миру. Актёрская игра Гранде и её комедийные приёмы были высоко оценены кинокритиками. Фильм принёс ей номинации на премии «Золотой глобус» в категории «Лучшая женская роль второго плана в художественном фильме» и на «Critics Choice» в категории «Лучшая женская роль второго плана». Для продвижения фильма Гранде стала ведущей шоу Saturday Night Live 12 октября 2024 года. Эпизод показал самые высокие рейтинги программы с мая 2021 года и стал самым просматриваемым на платформе Peacock и в социальных сетях. Саундтрек к первой части «Злой» был выпущен одновременно с выходом фильма, Гранде приняла участие в семи композициях из мюзикла. Саундтрек получил положительные отзывы и дебютировал на втором месте в чарте Billboard 200 с продажами в 139 000 единиц, что стало самым успешным дебютом среди саундтреков к адаптациям сценических мюзиклов. 2 марта 2025 года Ариана Гранде и её партнёрша по фильму Синтия Эриво открыли 97-ю церемонию вручения премии «Оскар» музыкальной композицией в жанре попурри на темы из мюзикла «Злая». В программу вошли культовые произведения: «Over the Rainbow», «Home» и «Defying Gravity».

## Коммерческие проекты
С 2014 года Ариана Гранде сотрудничает с брендом воды «WAT-AAH!».
В 2015 году пёс Тулуз, один из питомцев Арианы, принял участие в съёмках рекламной кампании «Coach Pups», так как бренд Coach материально поддерживает «No Kill Los Angeles» — инициативу «Best Friends Animal Society», нацеленную на прекращение убийств собак и кошек в приютах Лос-Анджелеса. Также певица участвовала в создании одной из сумок бренда Coach. В том же году Гранде создала свой дебютный парфюм «Ari by Ariana Grande». С 2015 года Ариана сотрудничала с американским брендом MAC cosmetics. Певица выпустила несколько помад и блесков для губ в коллекции Viva Glam; вся сумма, вырученная от продаж направилась в Фонд MAC по борьбе со СПИДом.
В 2016 году Ариана Гранде выпустила коллекцию одежды совместно с английским брендом Lipsy London. В том же году Гранде участвовала в рекламе группы компаний T-mobile. Также в 2016 году компанией Brookstone была выпущена лимитированная коллекция наушников, разработанная совместно с Арианой.
В 2017 году певица стала персонажем игры Final Fantasy: Brave Exvius и записала для этой игры эксклюзивную версию песни «Touch It» из альбома Dangerous Woman. Осенью того же года Ариана Гранде начала сотрудничать с брендом Reebok и выпустила в сотрудничестве с ним коллекцию спортивной одежды.
В 2019 году Ариана стала лицом модного дома Givenchy.
В 2021 году открыла свою собственную линию косметики — «r.e.m beauty», дистрибьютором которой является Ulta Beauty.
В 2024 году певица стала амбассадором бренда Swarovski.

## Личная жизнь
Гранде признавалась, что боролась с гипогликемией, так как неправильно питалась. В 2013 году она перешла на веганское питание. В 2019 году у фанатов возник вопрос, осталась ли Гранде по-прежнему веганкой. Ранее певица сотрудничала со Starbucks над выпуском одного из её любимых напитков, в состав которого, как выяснилось, входили яйца. Диетолог Харли Пастернак сообщил журналу Glamour, что Гранде — веганка, но он посоветовал ей «иногда побаловать себя и отпраздновать».
После теракта в Манчестере у Гранде развилось посттравматическое стрессовое расстройство (ПТСР) и тревожное расстройство. В 2018 году из-за тревожности она чуть не отказалась от своего участия в спецвыпуске «Очень злой Хэллоуин». Гранде более десяти лет проходит курс психотерапии. После развода своих родителей она впервые обратилась к профессиональному психологу.
Гранде воспитывалась католичкой. Во время понтификата Бенедикта XVI она покинула церковь. Певица имела противоположное мнение к гомосексуализму и подчеркнула, что её сводный брат Фрэнки — гей. Гранде заявила, что она и Фрэнки посетили Центр Каббалы. В некоторых своих песнях, таких как «Break Your Heart Right Back», она поддерживала права ЛГБТ. Также её называют сторонницей секс-позитивного движения.
В ноябре 2019 года Гранде поддержала кандидатуру Берни Сандерса на пост президента США. Она поддержала Джо Байдена на президентских выборах 2020 года и Камалу Харрис на президентских выборах 2024 года.

### Отношения
В 2008 году Гранде познакомилась с актёром бродвейского мюзикла «13» Грэмом Филлипсом и встречалась с ним до 2011 года. С августа 2012 года по июль 2013 года у Гранде были периодические отношения с австралийским ютубером Джаем Бруксом. Пара возобновила отношения с мая по август 2014 года. С августа по декабрь 2013 года она встречалась с английским певцом Нейтаном Сайксом, а с октября 2014 года по апрель 2015 года — с рэпером Биг Шоном. С лета 2015 по июль 2016 года у Гранде были отношения с резервным танцором тура The Honeymoon Tour Рикки Альваресом.
После записи песни «The Way» с рэпером Маком Миллером в 2012 году они стали парой в 2016 году. Гранде приняла участие в записи сингла Миллера «My Favorite Part», вошедшей в его альбом The Divine Feminine. Также рэпер посвятил Гранде трек «Cinderella». В мае 2018 года Гранде и Миллер расстались. В сентябре того же года Миллер умер от случайной передозировки наркотиков. Гранде выразила в соцсетях соболезнования по поводу его смерти и назвала его своим «самым близким другом». После расставания с Миллером у певицы начался бурный роман с комиком Питом Дэвидсоном. После нескольких недель знакомства они обручились в июне. Ариана посвятила Дэвидсону свою песню для альбома Sweetener. В октябре Гранде и Дэвидсон отменили помолвку и расстались. В первом куплете песни «Thank U, Next» певица упомянула Биг Шона, Альвареса, Дэвидсона и покойного Миллера.
В январе 2020 года Гранде начала встречаться с риелтором Далтоном Гомесом. Хотя пара избегала публичности, они объявили о своих отношениях в мае 2020 года, появившись обнимающимися в видеоклипе на сингл Арианы и Джастина Бибера «Stuck with U» . После 11 месяцев отношений, 20 декабря 2020 года пара объявила о помолвке. 15 мая 2021 года они поженились на частной церемонии в доме Гранде в городе Монтесито. Свадебные фотографии в Instagram набрали свыше 25 миллионов лайков и стали вторым популярным постом по количеству лайков на платформе. Пара рассталась 20 февраля 2023 года. В сентябре певица подала на развод из-за «непримиримых разногласий. Гранде и Гомес договорились о расторжении брака в октябре 2023 года, а в марте 2024 года бракоразводный процесс завершился. Поскольку у пары был брачный договор и не имелось детей, развод прошёл быстро и гладко в судебном порядке. Им пришлось всего лишь подождать требуемые шесть месяцев, прежде чем постановление судьи вступило в силу. В соответствии с соглашением Гранде было предписано единовременно выплатить Гомесу 1,25 миллиона долларов без каких-либо алиментов в будущем, поделить пополам выручку от продажи их общего дома в Лос-Анджелесе и оплатить услуги адвоката Гомеса, которые составили 25 000 долларов. В июле 2023 года стало известно об отношениях Гранде с актёром Итаном Слейтером.

## Дискография
- Yours Truly (2013)
- My Everything (2014)
- Dangerous Woman (2016)
- Sweetener (2018)
- Thank U, Next (2019)
- Positions (2020)
- Eternal Sunshine (2024)

## Фильмография
| Год       |    | Русское название             | Оригинальное название        | Роль                                |
| --------- | -- | ---------------------------- | ---------------------------- | ----------------------------------- |
| 2009      | с  | Села батарейка               | The Battery’s Down           | Бат Мицвах Риффер                   |
| 2010—2013 | с  | Виктория-победительница      | Victorious                   | Катерина (Кэт также Киса) Валентайн |
| 2011      | с  | АйКарли                      | iCarly                       | Катерина (Кэт) Валентайн            |
| 2011      | ф  | Снежинка                     | Snowflake, the White Gorilla | Снежинка                            |
| 2011—2013 | мс | Клуб Винкс: Школа волшебниц  | Winx Club                    | Принцесса Диаспро                   |
| 2013—2014 | с  | Сэм и Кэт                    | Sam & Cat                    | Катерина (Кэт) Валентайн            |
| 2013      | ф  | Мошенничество                | Swindle                      | Аманда Бенсон                       |
| 2015      | с  | Королевы крика               | Scream Queens                | Соня Герфманн (Шанель №2)           |
| 2016      | ф  | Неудачники                   | Underdogs                    | Лаура                               |
| 2016      | ф  | Образцовый самец № 2         | Zoolander 2                  | Камео                               |
| 2016      | ф  | Лак для волос Live!          | Hairspray Live!              | Пенни Пинглтон                      |
| 2020      | с  | Шучу                         | Kidding                      | Пиккола Гранде                      |
| 2021      | ф  | Не смотрите наверх           | Don’t Look Up                | Райли Бина                          |
| 2024      | ф  | Злая: Сказка о ведьме Запада | Wicked                       | Глинда Апланд                       |
| 2025      | ф  | Злая: Навсегда               | Wicked: For Good             | Глинда Апланд                       |

## Роли в театре
- 13[англ.] (2008)
- Cuba Libre (2010)[195]
- Рождество Белоснежки[англ.] (2012)[196]

## Туры
В качестве хедлайнера
- The Listening Sessions (2013)
- The Honeymoon Tour (2015)
- Dangerous Woman Tour (2017)
- The Sweetener Sessions[англ.] (2018)
- Sweetener World Tour (2019)

Фестивали
- Jingle Ball Tour 2013 (2013)
- Jingle Ball Tour 2014[англ.] (2014)
- Jingle Ball Tour 2016[англ.] (2016)
- Коачелла (2018)[197]
- Коачелла (2019)
- Adult Swim Festival (2020)[198]

Выступление на разогреве
- Джастин Бибер — Believe Tour (2013)

Демонстрации и общенациональные акции
- One Love Manchester (2017)
- Марш за наши жизни (2018)

## Награды и номинации
Также см. List of awards and nominations received by Ariana Grande в английском разделе
American Music Awards
| Год  | Категория                       | Номинируемая работа                   | Результат | Ссылки  |
| ---- | ------------------------------- | ------------------------------------- | --------- | ------- |
| 2013 | New Artist of the Year          | —                                     | Победа    | [ 199 ] |
| 2015 | Artist of the Year              | —                                     | Номинация | [ 200 ] |
| 2015 | Favorite Pop/Rock Female Artist | —                                     | Победа    | [ 200 ] |
| 2016 | Artist of the Year              | —                                     | Победа    | [ 201 ] |
| 2018 | Favorite Social Artist          | —                                     | Номинация | [ 202 ] |
| 2019 | Favorite Social Artist          | —                                     | Номинация | [ 203 ] |
| 2019 | Artist of the Year              | —                                     | Номинация | [ 203 ] |
| 2019 | Favorite Pop/Rock Female Artist | —                                     | Номинация | [ 203 ] |
| 2019 | Tour of the Year                | Sweetener World Tour                  | Номинация | [ 203 ] |
| 2019 | Favorite Pop/Rock Album         | Thank U, Next                         | Номинация | [ 203 ] |
| 2019 | Favorite Music Video            | «7 Rings»                             | Номинация | [ 203 ] |
| 2020 | Favorite Music Video            | «Rain On Me» (совместно с Леди Гагой) | Номинация | [ 204 ] |
| 2020 | Collaboration of the Year       | «Rain On Me» (совместно с Леди Гагой) | Номинация | [ 204 ] |
| 2020 | Favorite Social artist          | —                                     | Номинация | [ 204 ] |

Bambi Awards
| Год  | Категория     | Результат | Ссылки  |
| ---- | ------------- | --------- | ------- |
| 2014 | Best Newcomer | Победа    | [ 205 ] |

BBC Radio 1’s Teen Awards
| Год  | Категория                      | Результат | Ссылки  |
| ---- | ------------------------------ | --------- | ------- |
| 2016 | Best International Solo Artist | Номинация | [ 206 ] |
| 2017 | Best International Solo Artist | Победа    | [ 207 ] |
| 2019 | Best International Solo Artist | Победа    | [ 208 ] |

Billboard Music Awards
| Год  | Категория                         | Номинируемая работа             | Результат | Ссылки  |
| ---- | --------------------------------- | ------------------------------- | --------- | ------- |
| 2014 | Top New Artist                    | —                               | Номинация | [ 209 ] |
| 2015 | Top Artist                        | —                               | Номинация | [ 210 ] |
| 2015 | Top Female Artist                 | —                               | Номинация | [ 210 ] |
| 2015 | Top Hot 100 Artist                | —                               | Номинация | [ 210 ] |
| 2015 | Top Social Artist                 | —                               | Номинация | [ 210 ] |
| 2015 | Top Streaming Artist              | —                               | Номинация | [ 210 ] |
| 2015 | Top Dance/Electronic Song         | «Break Free» (при участии Zedd) | Номинация | [ 210 ] |
| 2016 | Top Female Artist                 | —                               | Номинация | [ 211 ] |
| 2016 | Top Social Media Artist           | —                               | Номинация | [ 211 ] |
| 2017 | Top Artist                        | —                               | Номинация | [ 212 ] |
| 2017 | Top Female Artist                 | —                               | Номинация | [ 212 ] |
| 2017 | Top Social Artist                 | —                               | Номинация | [ 212 ] |
| 2018 | Top Social Artist                 | —                               | Номинация | [ 212 ] |
| 2019 | Top Artist                        | —                               | Номинация | [ 213 ] |
| 2019 | Top Female Artist                 | —                               | Победа    | [ 213 ] |
| 2019 | Billboard Chart Achievement Award | —                               | Победа    | [ 213 ] |
| 2019 | Top Hot 100 Artist                | —                               | Номинация | [ 213 ] |
| 2019 | Top Billboard 200 Artist          | —                               | Номинация | [ 213 ] |
| 2019 | Top Streaming Songs Artist        | —                               | Номинация | [ 213 ] |
| 2019 | Top Song Sales Artist             | —                               | Номинация | [ 213 ] |
| 2019 | Top Radio Songs Artist            | —                               | Номинация | [ 213 ] |
| 2019 | Top Social Artist                 | —                               | Номинация | [ 213 ] |
| 2020 | Top Social Artist                 | —                               | Номинация | [ 214 ] |
| 2020 | Top Female Artist                 | —                               | Номинация | [ 214 ] |
| 2020 | Top Billboard 200 Album           | Thank U, Next                   | Номинация | [ 214 ] |

Brit Awards
| Год  | Категория                        | Результат | Ссылки  |
| ---- | -------------------------------- | --------- | ------- |
| 2016 | International Female Solo Artist | Номинация | [ 215 ] |
| 2019 | International Female Solo Artist | Победа    | [ 216 ] |
| 2020 | International Female Solo Artist | Номинация | [ 217 ] |

Grammy Awards
| Год  | Категория                      | Номинируемая работа                                | Результат | Ссылки  |
| ---- | ------------------------------ | -------------------------------------------------- | --------- | ------- |
| 2015 | Best Pop Vocal Album           | My Everything                                      | Номинация | [ 218 ] |
| 2015 | Best Pop Duo/Group Performance | «Bang Bang» (при участии Джесси Джей и Ники Минаж) | Номинация | [ 218 ] |
| 2017 | Best Pop Vocal Album           | Dangerous Woman                                    | Номинация | [ 219 ] |
| 2017 | Best Pop Solo Performance      | «Dangerous Woman»                                  | Номинация | [ 219 ] |
| 2019 | Best Pop Solo Performance      | «God Is a Woman»                                   | Номинация | [ 220 ] |
| 2019 | Best Pop Vocal Album           | Sweetener                                          | Победа    | [ 220 ] |
| 2020 | Album of the Year              | Thank U, Next                                      | Номинация | [ 221 ] |
| 2020 | Best Pop Vocal Album           | Thank U, Next                                      | Номинация | [ 221 ] |
| 2020 | Record of the Year             | «7 Rings»                                          | Номинация | [ 221 ] |
| 2020 | Best Pop Solo Performance      | «7 Rings»                                          | Номинация | [ 221 ] |
| 2020 | Best Pop Duo/Group Performance | «Boyfriend» (совместно с Social House)             | Номинация | [ 221 ] |
| 2021 | Best Pop Duo/Group Performance | «Rain On Me» (совместно с Леди Гагой)              | Победа    | [ 222 ] |

iHeartRadio Music Awards
| Год  | Категория                 | Номинируемая работа                                | Результат | Ссылки  |
| ---- | ------------------------- | -------------------------------------------------- | --------- | ------- |
| 2014 | Young Influencer Award    | —                                                  | Победа    | [ 223 ] |
| 2014 | Best Fan Army             | —                                                  | Номинация | [ 223 ] |
| 2014 | Instagram Award           | —                                                  | Номинация | [ 223 ] |
| 2015 | Artist of the Year        | —                                                  | Номинация | [ 224 ] |
| 2015 | Best Collaboration        | «Bang Bang» (при участии Джесси Джей и Ники Минаж) | Победа    | [ 224 ] |
| 2015 | Best Collaboration        | «Problem» (при участии Игги Азалии)                | Номинация | [ 224 ] |
| 2015 | Best Fan Army             | —                                                  | Номинация | [ 224 ] |
| 2016 | Best Fan Army             | —                                                  | Номинация | [ 225 ] |
| 2017 | Female Artist of the Year | —                                                  | Номинация | [ 226 ] |
| 2017 | Best Music Video          | «Side To Side» (при участии Ники Минаж)            | Номинация | [ 226 ] |
| 2017 | Best Fan Army             | —                                                  | Номинация | [ 226 ] |
| 2018 | Best Fan Army             | —                                                  | Номинация | [ 227 ] |
| 2018 | Cutest Musician’s Pet     | Тулуз (собака Арианы Гранде)                       | Победа    | [ 227 ] |
| 2019 | Cutest Musician’s Pet     | Пигги Смоллз (мини-пиг Арианы Гранде)              | Номинация | [ 228 ] |
| 2019 | Pop Album of the Year     | Sweetener                                          | Победа    | [ 228 ] |
| 2019 | Artist of the year        | —                                                  | Победа    | [ 228 ] |
| 2019 | Female Artist of the Year | —                                                  | Победа    | [ 228 ] |
| 2019 | Best Fan Army             | —                                                  | Номинация | [ 228 ] |
| 2019 | Best Cover Song           | «(You Make Me Feel Like) A Natural Woman»          | Номинация | [ 228 ] |
| 2019 | Best Lyric                | «Thank U, Next»                                    | Номинация | [ 228 ] |
| 2019 | Best Music Video          | «Thank U, Next»                                    | Номинация | [ 228 ] |
| 2019 | Song That Left Us Shook   | «Thank U, Next»                                    | Номинация | [ 228 ] |
| 2020 | Best Remix                | «Good as Hell» (Лиззо совместно с Арианой Гранде)  | Номинация | [ 229 ] |
| 2020 | Female Artist of the Year | —                                                  | Номинация | [ 229 ] |
| 2020 | Best Fan Army             | —                                                  | Номинация | [ 229 ] |
| 2020 | Best Lyrics               | «7 Rings»                                          | Номинация | [ 229 ] |
| 2020 | Best Music Video          | «7 Rings»                                          | Номинация | [ 229 ] |

Japan Gold Disc Award
| Год  | Категория                              | Номинируемая работа | Результат | Ссылки  |
| ---- | -------------------------------------- | ------------------- | --------- | ------- |
| 2015 | New Artist of the Year (International) | —                   | Победа    | [ 230 ] |
| 2015 | Best 3 New Artists (International)     | —                   | Победа    | [ 230 ] |
| 2015 | Best 3 Albums (International)          | My Everything       | Победа    | [ 230 ] |
| 2017 | International Artist of the Year       | —                   | Победа    | [ 231 ] |
| 2017 | International Album of the Year        | Dangerous Woman     | Победа    | [ 231 ] |
| 2017 | Best 3 Albums (International)          | Dangerous Woman     | Победа    | [ 231 ] |
| 2019 | Best 3 Albums (International)          | Sweetener           | Победа    | [ 232 ] |

Kids' Choice Awards
| Год  | Категория                    | Номинируемая работа                                | Результат | Ссылки          |
| ---- | ---------------------------- | -------------------------------------------------- | --------- | --------------- |
| 2015 | Favorite Female Artist       | —                                                  | Номинация | [ 233 ] [ 234 ] |
| 2015 | Song of The Year             | «Bang Bang» (при участии Джесси Джей и Ники Минаж) | Победа    | [ 233 ] [ 234 ] |
| 2015 | Song of The Year             | «Problem» (при участии Игги Азалии)                | Номинация | [ 233 ] [ 234 ] |
| 2016 | Favorite Female Artist       | —                                                  | Победа    | [ 235 ] [ 236 ] |
| 2017 | Favorite Female Artist       | —                                                  | Номинация | [ 237 ]         |
| 2017 | Favorite Song                | «Side To Side» (при участии Ники Минаж)            | Номинация | [ 237 ]         |
| 2019 | Favorite Song                | «Thank U, Next»                                    | Победа    | [ 238 ]         |
| 2019 | Favorite Female Artist       | —                                                  | Победа    | [ 238 ]         |
| 2020 | Favorite Song                | «7 Rings»                                          | Номинация | [ 239 ]         |
| 2020 | Favorite Female Artist       | —                                                  | Победа    | [ 239 ]         |
| 2021 | Favorite Female Artist       | —                                                  | Победа    | [ 240 ]         |
| 2021 | Favorite Music Collaboration | «Rain On Me» (совместно с Леди Гагой)              | Номинация | [ 240 ]         |
| 2021 | Favorite Music Collaboration | «Stuck with U» (совместно с Джастином Бибером)     | Победа    | [ 240 ]         |

MTV Europe Music Awards
| Год  | Категория          | Номинируемая работа                   | Результат | Ссылки  |
| ---- | ------------------ | ------------------------------------- | --------- | ------- |
| 2013 | Artist on the Rise | —                                     | Номинация | [ 241 ] |
| 2014 | Best Song          | «Problem» (при участии Игги Азалии)   | Победа    | [ 242 ] |
| 2014 | Best Pop           | —                                     | Номинация | [ 242 ] |
| 2014 | Best Female Artist | —                                     | Победа    | [ 242 ] |
| 2014 | Best New Artist    | —                                     | Номинация | [ 242 ] |
| 2014 | Best Push Act      | —                                     | Номинация | [ 242 ] |
| 2014 | Biggest Fans       | —                                     | Номинация | [ 242 ] |
| 2015 | Best Pop           | —                                     | Номинация | [ 243 ] |
| 2016 | Best Pop           | —                                     | Номинация | [ 244 ] |
| 2016 | Best US Act        | —                                     | Победа    | [ 244 ] |
| 2016 | Biggest Fans       | —                                     | Номинация | [ 244 ] |
| 2017 | Best Artist        | —                                     | Номинация | [ 245 ] |
| 2017 | Biggest Fans       | —                                     | Номинация | [ 245 ] |
| 2018 | Best Artist        | —                                     | Номинация | [ 246 ] |
| 2018 | Best Pop           | —                                     | Номинация | [ 246 ] |
| 2018 | Best US Act        | —                                     | Номинация | [ 246 ] |
| 2018 | Best Video         | «No Tears Left To Cry»                | Номинация | [ 246 ] |
| 2018 | Best Song          | —                                     | Номинация | [ 246 ] |
| 2019 | Best Artist        | —                                     | Номинация | [ 247 ] |
| 2019 | Best Pop           | —                                     | Номинация | [ 247 ] |
| 2019 | Best Live          | —                                     | Номинация | [ 247 ] |
| 2019 | Biggest Fans       | —                                     | Номинация | [ 247 ] |
| 2019 | Best US Act        | —                                     | Номинация | [ 247 ] |
| 2019 | Best Song          | «7 Rings»                             | Номинация | [ 247 ] |
| 2019 | Best Video         | «Thank U, Next»                       | Номинация | [ 247 ] |
| 2020 | Best Video         | «Rain On Me» (совместно с Леди Гагой) | Номинация | [ 248 ] |
| 2020 | Best Song          | «Rain On Me» (совместно с Леди Гагой) | Номинация | [ 248 ] |
| 2020 | Best Collaboration | «Rain On Me» (совместно с Леди Гагой) | Номинация | [ 248 ] |
| 2020 | Biggest Fans       | —                                     | Номинация | [ 248 ] |

MTV Video Music Awards
| Год  | Категория                  | Номинируемая работа                                    | Результат | Ссылки  |
| ---- | -------------------------- | ------------------------------------------------------ | --------- | ------- |
| 2014 | Best Female Video          | «Problem» (при участии Игги Азалии)                    | Номинация | [ 249 ] |
| 2014 | Best Pop Video             | «Problem» (при участии Игги Азалии)                    | Победа    | [ 249 ] |
| 2014 | Best Collaboration         | «Problem» (при участии Игги Азалии)                    | Номинация | [ 249 ] |
| 2014 | Best Lyric Video           | «Problem» (при участии Игги Азалии)                    | Номинация | [ 249 ] |
| 2015 | Best Collaboration         | «Love Me Harder» (совместно с Зе-Уикндом)              | Номинация | [ 250 ] |
| 2015 | Best Collaboration         | «Bang Bang» (при участии Джесси Джей и Ники Минаж)     | Номинация | [ 250 ] |
| 2016 | Best Female Video          | «Into You»                                             | Номинация | [ 251 ] |
| 2016 | Best Pop Video             | «Into You»                                             | Номинация | [ 251 ] |
| 2016 | Best Editing               | «Into You»                                             | Номинация | [ 251 ] |
| 2016 | Best Cinematography        | «Into You»                                             | Номинация | [ 251 ] |
| 2016 | Best Collaboration         | «Let Me Love You» (при участии Лила Уэйна)             | Номинация | [ 251 ] |
| 2017 | Artist Of The Year         | —                                                      | Номинация | [ 252 ] |
| 2017 | Best Choreography          | «Side To Side» (при участии Ники Минаж)                | Номинация | [ 252 ] |
| 2018 | Artist Of The Year         | —                                                      | Номинация | ,       |
| 2018 | Video Of The Year          | «No Tears Left To Cry»                                 | Номинация | ,       |
| 2018 | Best Pop Video             | «No Tears Left To Cry»                                 | Победа    | ,       |
| 2018 | Best Cinematography        | «No Tears Left To Cry»                                 | Номинация | ,       |
| 2018 | Best Visual Effects        | «No Tears Left To Cry»                                 | Номинация | ,       |
| 2019 | Video Of The Year          | «Thank U, Next»                                        | Номинация | [ 255 ] |
| 2019 | Song Of The Year           | «Thank U, Next»                                        | Номинация | [ 255 ] |
| 2019 | Best Pop Video             | «Thank U, Next»                                        | Номинация | [ 255 ] |
| 2019 | Best Direction             | «Thank U, Next»                                        | Номинация | [ 255 ] |
| 2019 | Best Cinematography        | «Thank U, Next»                                        | Номинация | [ 255 ] |
| 2019 | Best Editing               | «7 Rings»                                              | Номинация | [ 255 ] |
| 2019 | Best Art Direction         | «7 Rings»                                              | Победа    | [ 255 ] |
| 2019 | Best Power Anthem          | «7 Rings»                                              | Номинация | [ 255 ] |
| 2019 | Song Of Summer             | «Boyfriend» (совместно с Social House)                 | Победа    | [ 255 ] |
| 2019 | Best Hip-Hop Video         | «Rule the World» (2 Chainz совместно с Арианой Гранде) | Номинация | [ 255 ] |
| 2019 | Best Visual Effects        | «God Is a Woman»                                       | Номинация | [ 255 ] |
| 2019 | Artist Of The Year         | —                                                      | Победа    | [ 255 ] |
| 2020 | Video Of The Year          | «Rain On Me» (совместно с Леди Гагой)                  | Номинация | [ 256 ] |
| 2020 | Song Of The Year           | «Rain On Me» (совместно с Леди Гагой)                  | Победа    | [ 256 ] |
| 2020 | Best Pop Video             | «Rain On Me» (совместно с Леди Гагой)                  | Номинация | [ 256 ] |
| 2020 | Best Cinematography        | «Rain On Me» (совместно с Леди Гагой)                  | Победа    | [ 256 ] |
| 2020 | Best Visual Effects        | «Rain On Me» (совместно с Леди Гагой)                  | Номинация | [ 256 ] |
| 2020 | Best Choreography          | «Rain On Me» (совместно с Леди Гагой)                  | Номинация | [ 256 ] |
| 2020 | Best Collaboration         | «Rain On Me» (совместно с Леди Гагой)                  | Победа    | [ 256 ] |
| 2020 | Best Collaboration         | «Stuck with U» (совместно с Джастином Бибером)         | Номинация | [ 256 ] |
| 2020 | Best Music Video From Home | «Stuck with U» (совместно с Джастином Бибером)         | Победа    | [ 256 ] |

NME Awards
| Год  | Категория                | Номинируемая работа | Результат | Ссылки  |
| ---- | ------------------------ | ------------------- | --------- | ------- |
| 2018 | Hero of the Year         | —                   | Победа    | [ 257 ] |
| 2018 | Music Moment of the Year | One Love Manchester | Победа    | [ 257 ] |

NRJ Music Awards
| Год  | Категория                              | Номинируемая работа                   | Результат | Ссылки  |
| ---- | -------------------------------------- | ------------------------------------- | --------- | ------- |
| 2014 | International Breakthrough of the Year | —                                     | Победа    | [ 258 ] |
| 2014 | International Song of The Year         | «Problem» (при участии Игги Азалии)   | Номинация | [ 258 ] |
| 2015 | International Female Artist            | —                                     | Номинация | [ 259 ] |
| 2018 | International Female Artist            | —                                     | Победа    | [ 260 ] |
| 2018 | International Song of the Year         | «No Tears Left To Cry»                | Номинация | [ 260 ] |
| 2018 | Video of the Year                      | «No Tears Left To Cry»                | Номинация | [ 260 ] |
| 2019 | International Female Artist            | —                                     | Победа    | [ 261 ] |
| 2020 | Collaboration of the Year              | «Rain On Me» (совместно с Леди Гагой) | Победа    | [ 262 ] |
| 2020 | Video of the Year                      | «Rain On Me» (совместно с Леди Гагой) | Номинация | [ 262 ] |

People’s Choice Awards
| Год  | Категория                    | Номинируемая работа                                | Результат | Ссылки  |
| ---- | ---------------------------- | -------------------------------------------------- | --------- | ------- |
| 2014 | Favorite Breakout Artist     | —                                                  | Победа    | [ 263 ] |
| 2015 | Favorite Album               | My Everything                                      | Номинация | [ 264 ] |
| 2015 | Favorite Song                | «Bang Bang» (при участии Джесси Джей и Ники Минаж) | Номинация | [ 264 ] |
| 2017 | Favorite Female Artist       | —                                                  | Номинация | [ 265 ] |
| 2017 | Favorite Pop Artist          | —                                                  | Номинация | [ 265 ] |
| 2017 | Favorite Album               | Dangerous Woman                                    | Номинация | [ 265 ] |
| 2018 | Female Artist of the year    | —                                                  | Номинация | [ 266 ] |
| 2018 | Album of the Year            | Sweetener                                          | Номинация | [ 266 ] |
| 2018 | Song of the Year             | «No Tears Left To Cry»                             | Номинация | [ 266 ] |
| 2018 | Music Video of the Year      | «No Tears Left To Cry»                             | Номинация | [ 266 ] |
| 2019 | Music Video of the Year      | «7 Rings»                                          | Номинация | [ 267 ] |
| 2019 | Song of the Year             | «7 Rings»                                          | Номинация | [ 267 ] |
| 2019 | Female Artist of the Year    | —                                                  | Номинация | [ 267 ] |
| 2019 | Album of the Year            | Thank U, Next                                      | Номинация | [ 267 ] |
| 2019 | Concert Tour of the Year     | Sweetener World Tour                               | Номинация | [ 267 ] |
| 2019 | Social Celebrity of the Year | —                                                  | Номинация | [ 267 ] |
| 2020 | Social Celebrity of the Year | —                                                  | Победа    | [ 268 ] |
| 2020 | Female Artist of the Year    | —                                                  | Победа    | [ 268 ] |
| 2020 | Song of the Year             | «Stuck with U» (совместно с Джастином Бибером)     | Номинация | [ 268 ] |
| 2020 | Song of the Year             | «Rain On Me» (совместно с Леди Гагой)              | Номинация | [ 268 ] |
| 2020 | Collaboration of the Year    | «Rain On Me» (совместно с Леди Гагой)              | Номинация | [ 268 ] |
| 2020 | Music Video of the Year      | «Rain On Me» (совместно с Леди Гагой)              | Номинация | [ 268 ] |

Radio Disney Music Awards
| Год  | Категория                  | Номинируемая работа                                   | Результат | Ссылки  |
| ---- | -------------------------- | ----------------------------------------------------- | --------- | ------- |
| 2014 | Chart Topper Award         | —                                                     | Победа    | [ 269 ] |
| 2014 | Breakout Artist            | —                                                     | Номинация | [ 270 ] |
| 2014 | Most Talked About Artist   | —                                                     | Номинация | [ 270 ] |
| 2015 | Best Female Artist         | —                                                     | Победа    | [ 271 ] |
| 2015 | Song of the Year           | «Problem» (при участии Игги Азалии)                   | Победа    | [ 271 ] |
| 2015 | Artist with the Best Style | —                                                     | Номинация | [ 271 ] |
| 2015 | Most Talked About Artist   | —                                                     | Победа    | [ 271 ] |
| 2016 | Best Song To Dance To      | «Focus»                                               | Победа    | [ 272 ] |
| 2017 | Best Female Artist         | —                                                     | Победа    | [ 273 ] |
| 2017 | Best Collaboration         | «Beauty and the Beast» (совместно с Джоном Леджендом) | Номинация | [ 273 ] |

Teen Choice Awards
| Год  | Категория                          | Номинируемая работа                                | Результат | Ссылки  |
| ---- | ---------------------------------- | -------------------------------------------------- | --------- | ------- |
| 2013 | Choice Best Breakout Artist        | —                                                  | Номинация | [ 274 ] |
| 2013 | Choice Music: Summer Female Artist | —                                                  | Номинация | [ 274 ] |
| 2013 | Choice Love Song                   | «The Way» (при участии Мака Миллера)               | Номинация | [ 274 ] |
| 2014 | Choice Female Artist               | —                                                  | Победа    | [ 275 ] |
| 2014 | Choice Music: Summer Female Artist | —                                                  | Номинация | [ 275 ] |
| 2014 | Choice Hottie: Female              | —                                                  | Номинация | [ 275 ] |
| 2014 | Choice Music Single: Female Artist | «Problem» (при участии Игги Азалии)                | Победа    | [ 275 ] |
| 2014 | Choice Break-Up Song               | «Break Free» (при участии Zedd)                    | Номинация | [ 275 ] |
| 2015 | Choice Music: Summer Female Artist | —                                                  | Номинация | [ 276 ] |
| 2015 | Choice Song: Female Artist         | «One Last Time»                                    | Победа    | [ 276 ] |
| 2015 | Choice Song: Female Artist         | «Bang Bang» (при участии Джесси Джей и Ники Минаж) | Номинация | [ 276 ] |
| 2015 | Choice Summer Music Artist: Female | —                                                  | Номинация | [ 276 ] |
| 2015 | Choice Summer Tour                 | The Honeymoon Tour                                 | Номинация | [ 276 ] |
| 2015 | Choice Instagrammer                | —                                                  | Победа    | [ 276 ] |
| 2016 | Choice Music: Female Artist        | —                                                  | Номинация | [ 277 ] |
| 2016 | Choice Summer Music Star: Female   | —                                                  | Номинация | [ 277 ] |
| 2016 | Choice Song: Female Artist         | «Dangerous Woman»                                  | Победа    | [ 277 ] |
| 2016 | Choice Love Song                   | «Into You»                                         | Номинация | [ 277 ] |
| 2016 | Choice Selfie Taker                | —                                                  | Победа    | [ 277 ] |
| 2017 | Choice Female Artist               | —                                                  | Победа    | [ 278 ] |
| 2017 | Choice Summer Tour                 | Dangerous Woman Tour                               | Победа    | [ 278 ] |
| 2017 | Choice Snapchatter                 | —                                                  | Победа    | [ 278 ] |
| 2017 | Choice Change Maker                | —                                                  | Победа    | [ 278 ] |
| 2017 | Choice Fandom                      | —                                                  | Номинация | [ 278 ] |
| 2018 | Choice Female Artist               | —                                                  | Номинация | [ 266 ] |
| 2018 | Choice Summer Female Artist        | —                                                  | Номинация | [ 266 ] |
| 2018 | Choice Snapchatter                 | —                                                  | Победа    | [ 266 ] |
| 2018 | Choice Song: Female Artist         | «No Tears Left to Cry»                             | Номинация | [ 266 ] |
| 2018 | Choice Pop Song                    | «No Tears Left to Cry»                             | Номинация | [ 266 ] |
| 2019 | Choice Pop Song                    | «Thank U, Next»                                    | Победа    | [ 267 ] |
| 2019 | Choice Song: Female Artist         | «7 Rings»                                          | Номинация | [ 267 ] |
| 2019 | Choice Female Artist               | —                                                  | Номинация | [ 267 ] |
| 2019 | Choice Summer Tour                 | Sweetener World Tour                               | Номинация | [ 267 ] |
| 2019 | Choice Fandom                      | —                                                  | Номинация | [ 267 ] |